# マンデマケルス・スタディオン
マンデマケルス・スタディオン（Mandemakers Stadion）は、オランダ・北ブラバント州ヴァールヴァイクにあるサッカー専用スタジアム。

## ギャラリー

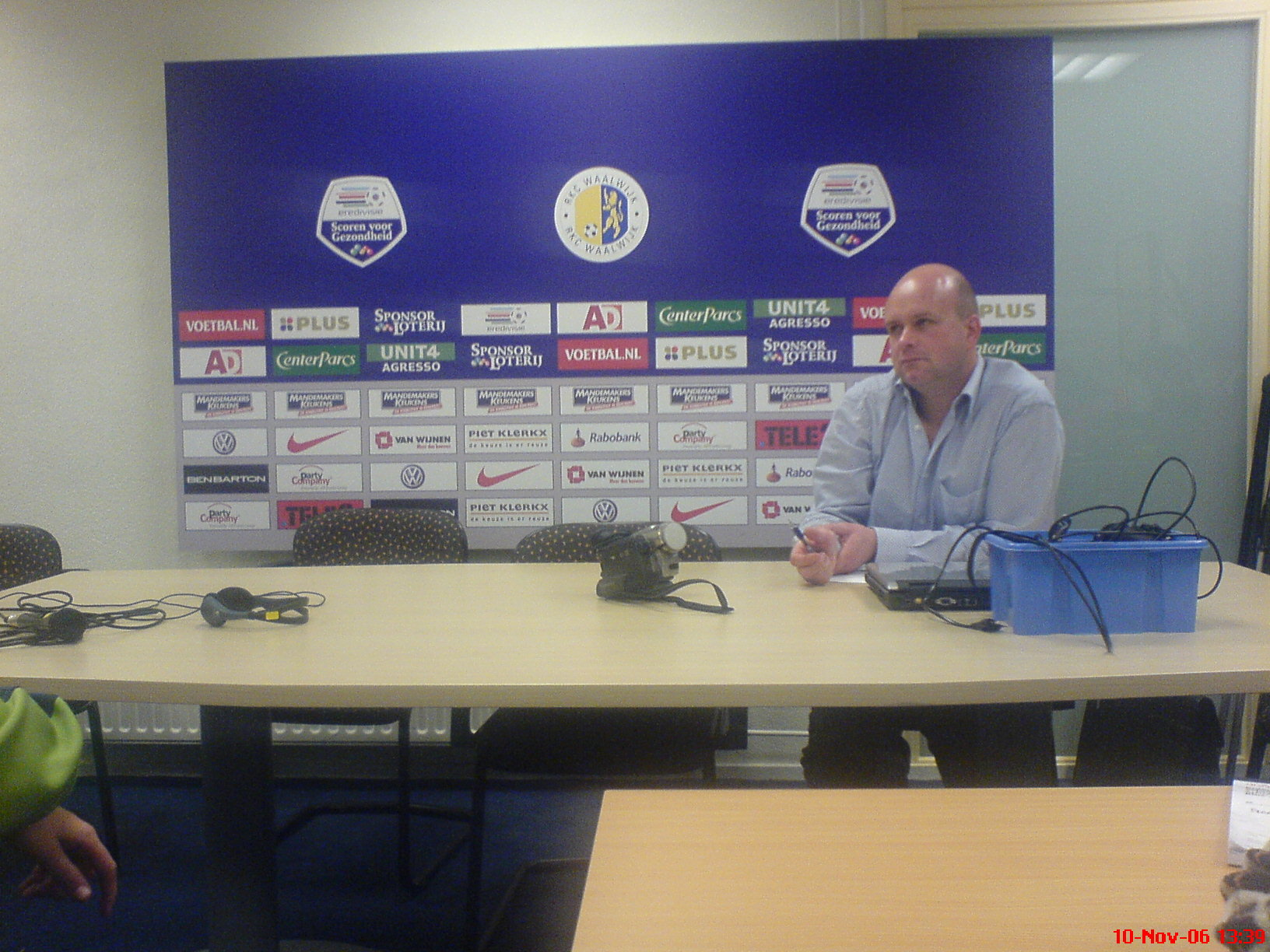
会見室
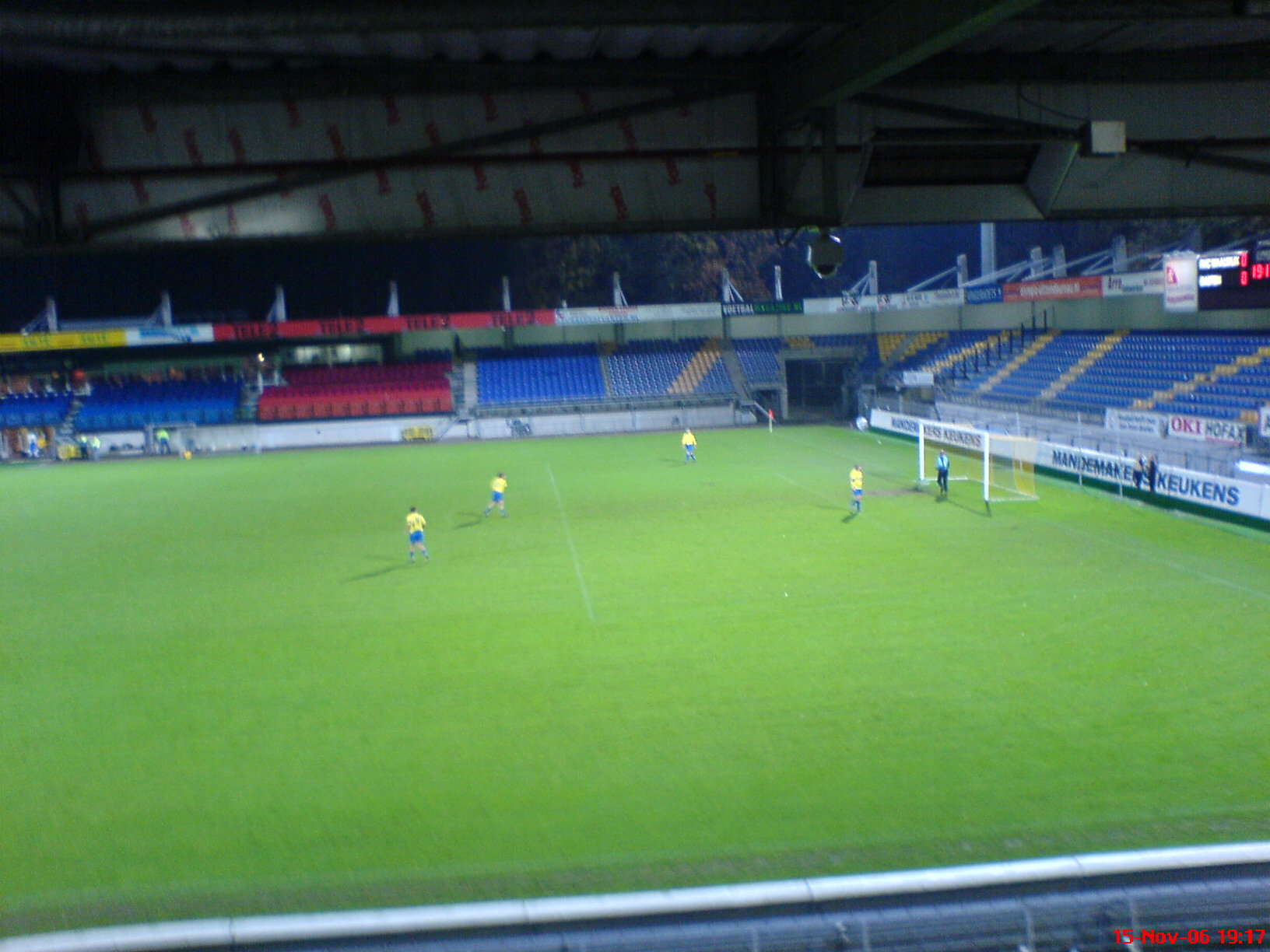
ピッチ
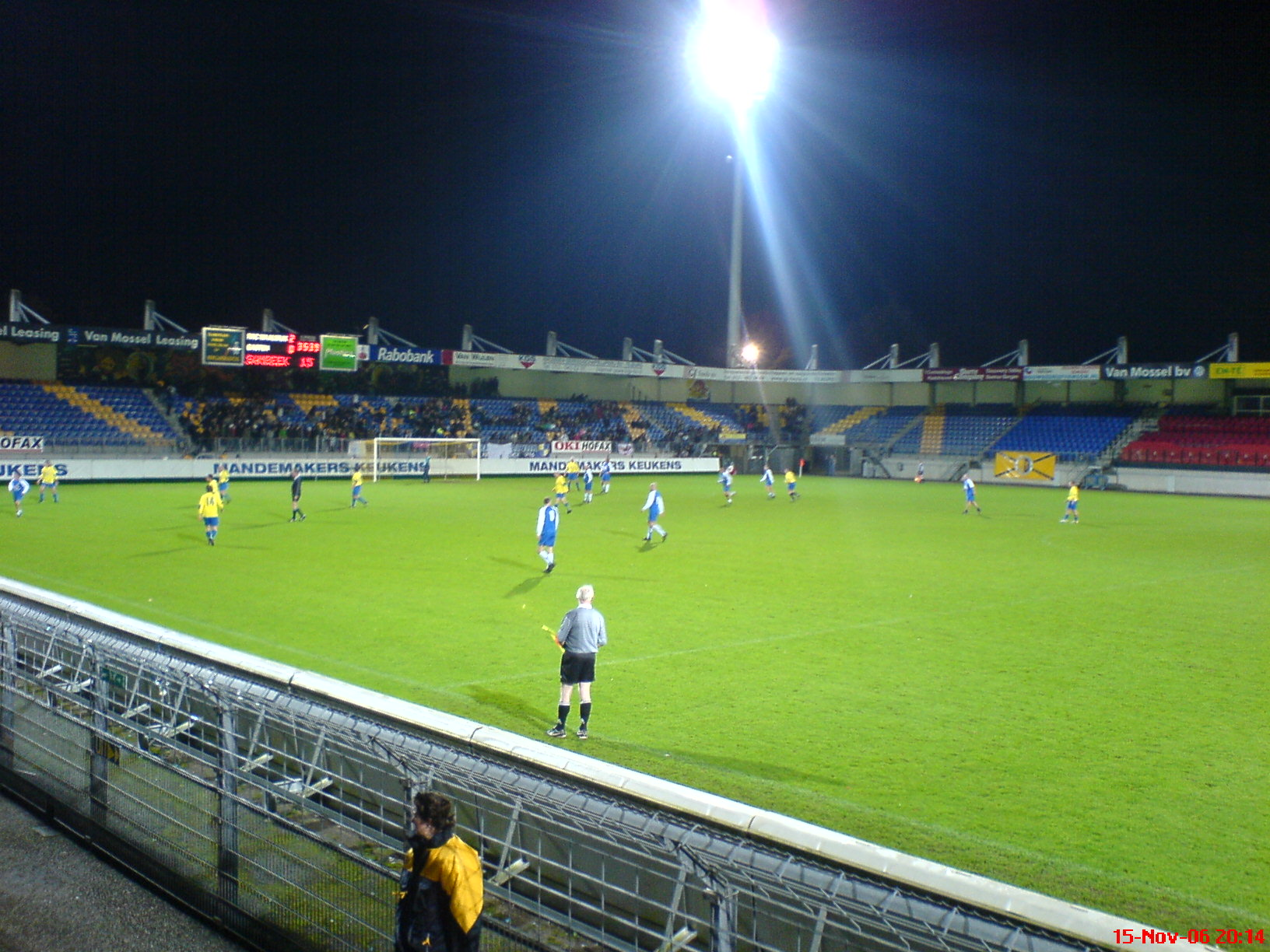
ピッチ - 2